# Etapa Departamental de Ucayali 2022
La Etapa Departamental de Ucayali de la Copa Perú 2022 o Liga Departamental de Ucayali 2022 fue la edición número 41 de la competición.

## Sistema de juego
Participan 8 equipos que se clasificaron mediante sus distintas ligas provinciales.
Todos los equipos comienzan desde la fase de cuartos de final, emparejándose en llaves de dos equipos en partidos de ida y vuelta.
Los cuatro equipos ganadores, serán emparejados en un grupo donde los dos primeros avanzarán a la etapa nacional de la Copa Perú, además de disputarse el título del campeonato.

## Participantes
| Provincia              | Club                   | Condición             | Director Técnico  |
| ---------------------- | ---------------------- | --------------------- | ----------------- |
| Coronel Portillo       | Colegio Comercio       | Campeón Provincial    | Luis Enrique Ruiz |
| Coronel Portillo       | Inter de Manantay      | Subcampeón Provincial |                   |
| Padre Abad             | Cocaleros              | Campeón Provincial    |                   |
| Padre Abad             | Defensor San Alejandro | Subcampeón Provincial | Miguel Guzmán     |
| Atalaya                | San Antonio de Padua   | Campeón Provincial    |                   |
| Atalaya                | Atlético Raymondi      | Subcampeón Provincial |                   |
| Puerto Inca ( Huánuco) | La Paz                 | Campeón Provincial    | Víctor Delgado    |
| Puerto Inca ( Huánuco) | Comerciantes Unidos    | Subcampeón Provincial |                   |

## Fase 1
| Llave | Fecha       | Estadio                      | Local               | Resultado | Visitante           | Ref   |
| ----- | ----------- | ---------------------------- | ------------------- | --------- | ------------------- | ----- |
| I     | 17 de julio | Municipalidad de Tournavista | Comerciantes Unidos | 0 - 2     | Colegio Comercio    | [ 1 ] |
| I     | 24 de julio | Aliardo Soria Pérez          | Colegio Comercio    | 6 - 1     | Comerciantes Unidos | [ 2 ] |

| Llave | Fecha       | Estadio             | Local                  | Resultado | Visitante              | Ref   |
| ----- | ----------- | ------------------- | ---------------------- | --------- | ---------------------- | ----- |
| II    | 17 de julio | Aliardo Soria Pérez | Defensor San Alejandro | 1 - 2     | Inter de Manantay      | [ 3 ] |
| II    | 24 de julio | Aliardo Soria Pérez | Inter de Manantay      | 4 - 1     | Defensor San Alejandro | [ 4 ] |

| Llave | Fecha       | Estadio               | Local     | Resultado | Visitante | Ref   |
| ----- | ----------- | --------------------- | --------- | --------- | --------- | ----- |
| III   | 17 de julio | Municipal de Aguaytia | Cocaleros | 0 - 3     | La Paz    |       |
| III   | 24 de julio | Aliardo Soria Pérez   | La Paz    | 1 - 1     | Cocaleros | [ 5 ] |

| Llave | Fecha       | Estadio              | Local                | Resultado | Visitante            | Ref |
| ----- | ----------- | -------------------- | -------------------- | --------- | -------------------- | --- |
| IV    | 17 de julio | Municipal de Atalaya | San Antonio de Padua | 2 - 1     | Atlético Raymondi    |     |
| IV    | 24 de julio | Municipal de Atalaya | Atlético Raymondi    | 2 - 0     | San Antonio de Padua |     |

## Fase Final
| Equipos           | Pts. | PJ | PG | PE | PP | GF | GC | Dif |
| ----------------- | ---- | -- | -- | -- | -- | -- | -- | --- |
| Colegio Comercio  | 7    | 3  | 2  | 1  | 0  | 9  | 2  | +7  |
| La Paz            | 6    | 3  | 2  | 0  | 1  | 8  | 5  | +3  |
| Inter de Manantay | 4    | 3  | 1  | 1  | 1  | 4  | 4  | 0   |
| Atlético Raymondi | 0    | 3  | 0  | 0  | 3  | 2  | 12 | -10 |

### Partidos
Fecha 1
| Fecha       | Estadio             | Equipo 1 | Resultado | Equipo 2         | Ref   |
| ----------- | ------------------- | -------- | --------- | ---------------- | ----- |
| 28 de julio | Aliardo Soria Pérez | La Paz   | 0 - 3     | Colegio Comercio | [ 6 ] |

| Fecha       | Estadio             | Equipo 1          | Resultado | Equipo 2          | Ref   |
| ----------- | ------------------- | ----------------- | --------- | ----------------- | ----- |
| 28 de julio | Aliardo Soria Pérez | Inter de Manantay | 2 - 0     | Atlético Raymondi | [ 7 ] |

Fecha 2
| Fecha       | Estadio             | Equipo 1 | Resultado | Equipo 2          | Ref   |
| ----------- | ------------------- | -------- | --------- | ----------------- | ----- |
| 31 de julio | Aliardo Soria Pérez | La Paz   | 5 - 1     | Atlético Raymondi | [ 8 ] |

| Fecha       | Estadio             | Equipo 1         | Resultado | Equipo 2          | Ref   |
| ----------- | ------------------- | ---------------- | --------- | ----------------- | ----- |
| 31 de julio | Aliardo Soria Pérez | Colegio Comercio | 1 - 1     | Inter de Manantay | [ 9 ] |

Fecha 3
| Fecha       | Estadio             | Equipo 1         | Resultado | Equipo 2          | Ref    |
| ----------- | ------------------- | ---------------- | --------- | ----------------- | ------ |
| 7 de agosto | Aliardo Soria Pérez | Colegio Comercio | 5 - 1     | Atlético Raymondi | [ 10 ] |

| Fecha       | Estadio             | Equipo 1          | Resultado | Equipo 2 | Ref    |
| ----------- | ------------------- | ----------------- | --------- | -------- | ------ |
| 7 de agosto | Aliardo Soria Pérez | Inter de Manantay | 1 - 3     | La Paz   | [ 11 ] |

|                                 |
| Colegio Comercio                |
| Campeón                         |
| Clasificado a la Etapa Nacional |